# John Hugenholtz

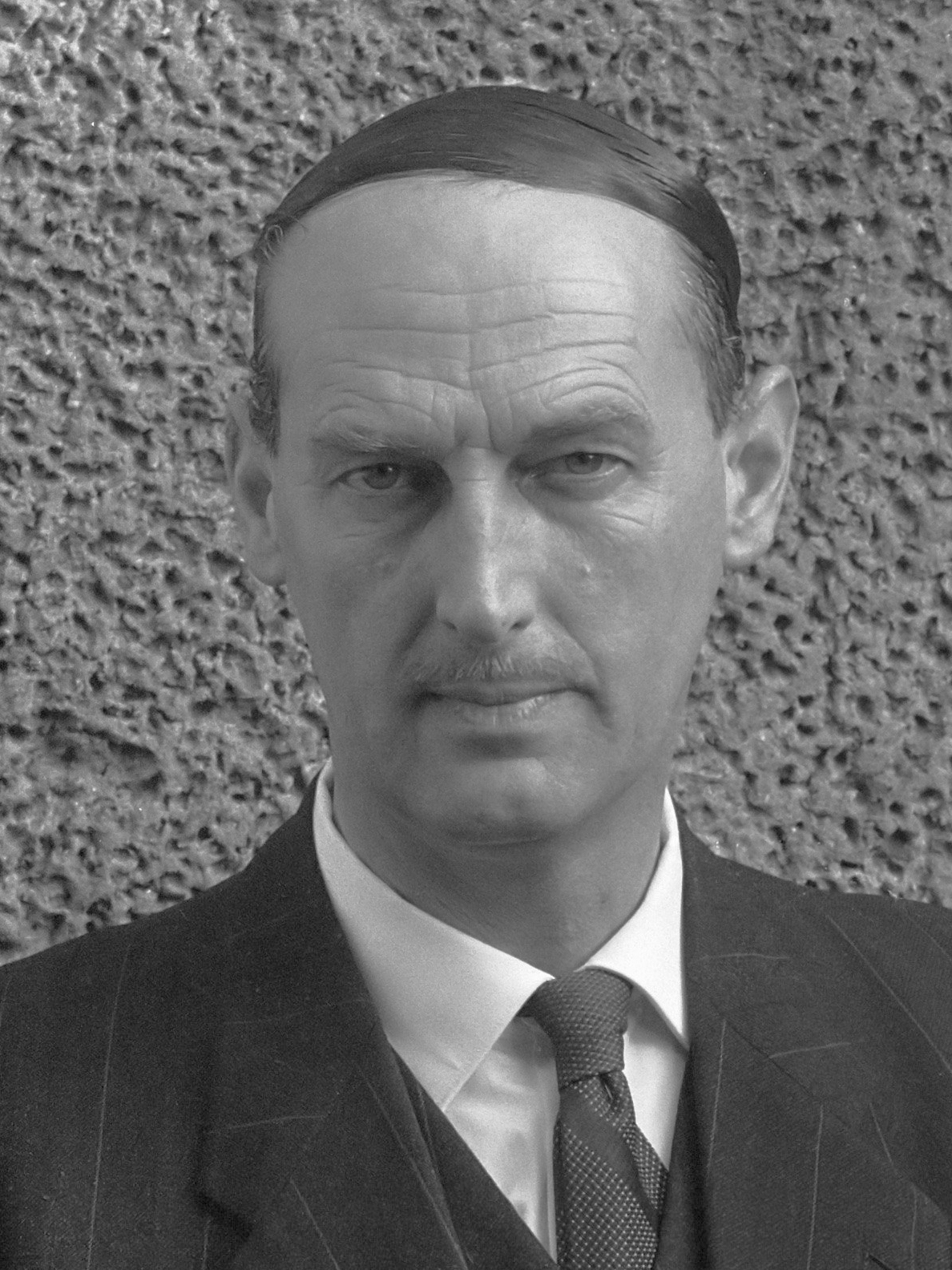
Hans Hugenholtz en 1961.

Johannes Bernhardus Theodorus "Hans" Hugenholtz (Vledder, Drente, 31 de octubre de 1914-Bentveld, Holanda Septentrional, 25 de marzo de 1995) fue un diseñador neerlandés de circuitos de carreras y automóviles.
Su padre, del mismo nombre, fue un ministro protestante y un activista pacífico que se cambió con su familia a Purmerend en 1918 y a Ammerstol en 1924.
Hugenholtz estudió leyes y se convirtió en un periodista de profesión, pero sus intereses estaban en los autos. Cuando era joven, fue un piloto de motos amateur. Fundó la Nederlandse Auto Race Club en 1936 y fue el director del circuito de Zandvoort desde 1947 hasta 1974. Posteriormente fundó la Association Internationale de Circuits Permanents en París, y el Pionier Automobielen Club en 1956, y lideró la Fédération Internationale des Voitures Anciennes (FIVA) de autos antiguos.
Se hizo conocido por ser el diseñador de una variedad de circuitos usados en la Fórmula 1, alabados por su desafío natural y características innovadoras. Junto con otros, diseñó circuitos como Suzuka en Japón (1962), Zolder en Bélgica (1963), la sección "Motordrom" del Circuito de Hockenheim (1935), Jarama en España (1967), Ontario Motor Speedway (junto con el arquitecto ubicado en Portland Michael Parker) en California (1970) y Nivelles en Bélgica (1971). También a menudo ha sido acreditado por el diseño del circuito de Zandvoort.
El 10 de enero de 1995, Hugenholdtz y su esposa sufrieron un accidente automovilístico en Zandvoort. Su esposa murió inmediatamente, y él sucumbió a las heridas dos meses después en su casa. Su hijo Hans Hugenholtz Jr. (nacido en 1950) es un piloto de carreras.